# There For You
Singles par Martin Garrix
Byte
(2017) Pizza
(2017)
Singles par Troye Sivan
There For You est une chanson de Martin Garrix. Le titre est sorti le 26 mai 2017 en téléchargement numérique sur iTunes. La chanson est écrite par Troye Sivan et Martin Garrix. Le titre est disque d'or aux États-Unis soit plus d'un demi-million d'exemplaires vendus.

## Liste du format et édition
| 1. | There For You (avec Troye Sivan) | 3:42 |

| 1.  | There For You (Araantan Remix)                | 2:49 |
| 2.  | There For You (Bali Bandits Remix)            | 3:12 |
| 3.  | There For You (Dzeko Remix)                   | 2:39 |
| 4.  | There For You (Bart B More Remix)             | 2:54 |
| 5.  | There For You (Julian Jordan Remix)           | 3:03 |
| 6.  | There For You (Madison Mars Remix)            | 2:55 |
| 7.  | There For You (Vintage Culture & Kohen Remix) | 3:25 |
| 8.  | There For You (King Arthur Remix)             | 3:56 |
| 9.  | There For You (Goldhouse Remix)               | 3:03 |
| 10. | There For You (Brohug Remix)                  | 3:23 |
| 11. | There For You (Lione Remix)                   | 4:35 |
| 12. | There For You (Lontalius Remix)               | 3:46 |

## Classement hebdomadaire
| Classement (2017)                      | Meilleure position |
| -------------------------------------- | ------------------ |
| Pays-Bas (Nederlandse Top 40)          | 12                 |
| Autriche (Ö3 Austria Top 40)           | 25                 |
| Belgique (Flandre Ultratop 50 Singles) | 19                 |
| France (SNEP)                          | 60                 |
| Allemagne (Media Control AG)           | 31                 |
| Nouvelle-Zélande (RMNZ)                | 22                 |
| Suède (Sverigetopplistan)              | 34                 |
| Suisse (Schweizer Hitparade)           | 24                 |